# Advanta Championships of Philadelphia 1996
L'Advanta Championships of Philadelphia 1996 è stato un torneo femminile di tennis giocato sul sintetico indoor. 
È stata la 14ª edizione del torneo, che fa parte della categoria Tier II nell'ambito del WTA Tour 1996.
Si è giocato al Philadelphia Civic Center di Philadelphia, negli USA dall'11 al 17 novembre 1996.

## Campionesse

### Singolare
Jana Novotná ha battuto in finale  Steffi Graf con il punteggio di 6–4 (Graf ritirata)

### Doppio
Lisa Raymond /  Rennae Stubbs hanno battuto in finale  Nicole Arendt /  Lori McNeil con il punteggio di 6–4, 3–6, 6–3